# Csipkerózsika-paradoxon
A Csipkerózsika-paradoxon egy valószínűségszámítási probléma: egy alvó személyt egy érme feldobása alapján egyszer vagy kétszer felébresztünk, és megkérdezzük, hogy mekkora a szubjektív valószínűsége, hogy fejet dobtunk.
A problémát eredetileg Adam Elga vetette fel, de valójában a már korábban megszületett „tökéletlen emlékezés”, és a „szórakozott sofőr paradoxonon” alapszik. 

## Probléma
A paradoxon szerint Csipkerózsikával elvégezzük a következő kísérletet: vasárnap altatót kap, majd egy hagyományos érmével dobva határozzuk meg a továbbiak menetét. Ha fejet dobunk, Csipkerózsikát hétfőn felébresztjük, és a kísérlet véget ér, ha írást, felébresztjük hétfőn, majd újabb altatót kap, és kedden ismét felébresztjük. Az altató egyfajta amnéziával jár, és az alany nem tud visszaemlékezni, hogy korábban fel volt-e már ébresztve, és kísérlet közben nem tudhatja meg sehonnan, hogy milyen nap van, azonban tisztában lesz a kísérlet menetével.
Minden ébresztésnél feltesszük a kérdést: „Mit gondolsz, mekkora a valószínűsége, hogy fejet dobtunk?”
A probléma azért tekinthető paradoxonnak, mert a kérdésre a válasz ½ vagy ⅓.
A válasz a „Mit gondolsz, mekkora a valószínűsége, hogy fejet dobtunk?” kérdésre minden ébresztésnél ⅓. Három eset lehetséges:
1. fejet dobtunk, és hétfőn felébresztettük,
2. írást dobtunk, és hétfőn felébresztettük,
3. írást dobtunk, és kedden felébresztettük.

Csipkerózsika szemszögéből az esetek egyenrangúak, mégis két esetben írást dobtunk, és csak egyben fejet, így szerinte ⅓ eséllyel dobtunk fejet.
Ugyanakkor a „Mit gondolsz, mekkora a valószínűsége, hogy fejet dobtunk?” kérdésre nem Csipkerózsikát kérdezve a válasz nyilvánvalóan ½.

## Megoldás
A válaszok különbsége abból ered, hogy két különböző kérdésre felelnek. Egyszer azt vizsgáljuk, hogy mekkora az esélye a kísérlet egyik ágának lefuttatásának, ami ½, mások viszont Csipkerózsika kihallgatásakor az írás valószínűségét vizsgálja, ami viszont ⅓, mivel az egyik esetet „megcinkeltük”, kétszeresére növelve a szubjektív valószínűségét.

## Variációk
A hét napjai lényegtelenek, csupán a szemléltetést szolgálták.
A probléma nem feltétlenül kitalált helyzetre vonatkozik. Például számítógépek programozhatók úgy, hogy „Csipkerózsikaként” viselkedjenek, és ne tudjanak a korábbi futtatásokról. Ilyen körülmények mellett a fenti kísérletet elvégezve, ha a program minden esetben fejnek tippeli a dobást, csupán az esetek ⅓-ában lesz igaza.